# Orang Asli

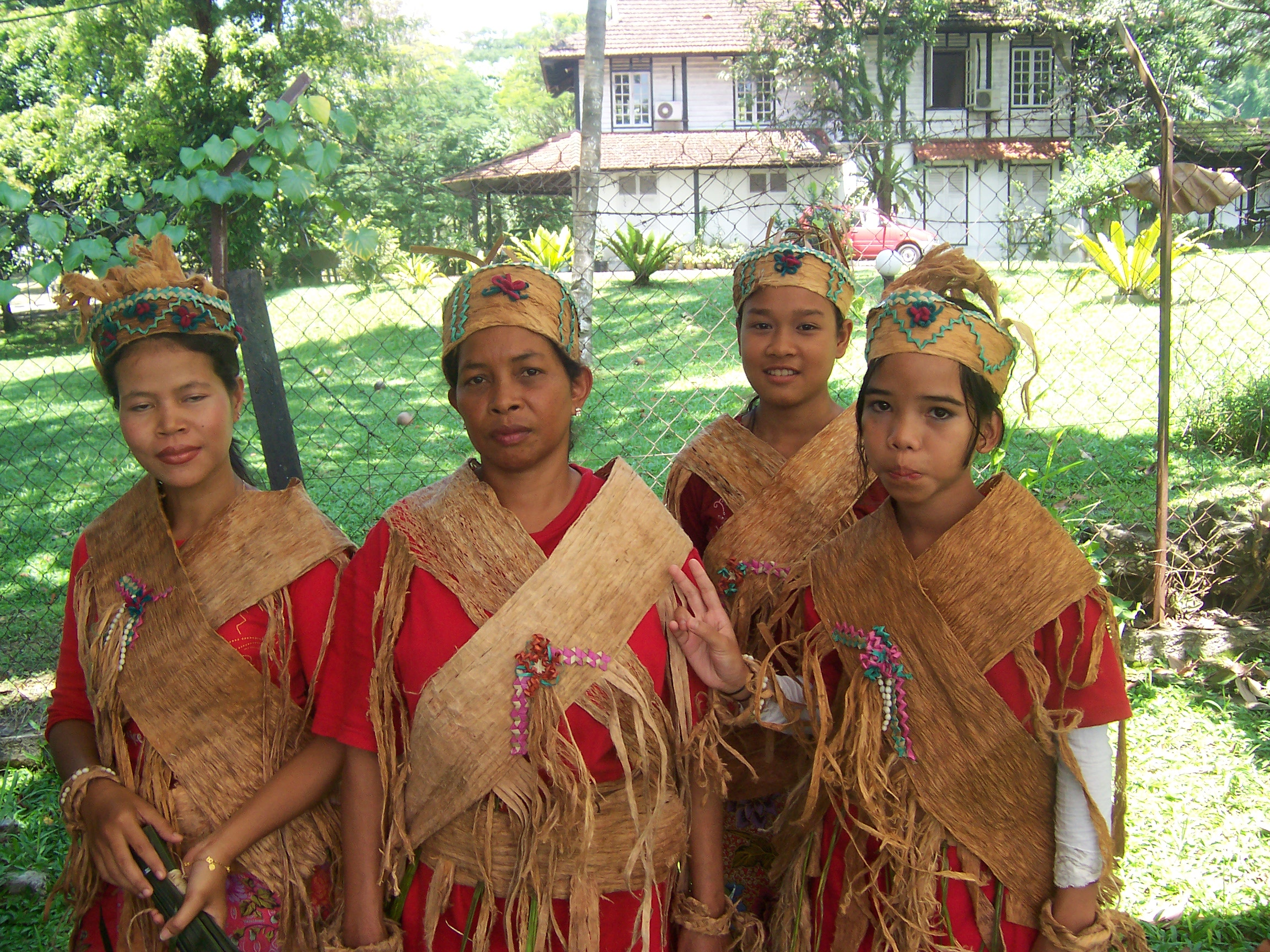
Orang Asli della penisola di Malacca

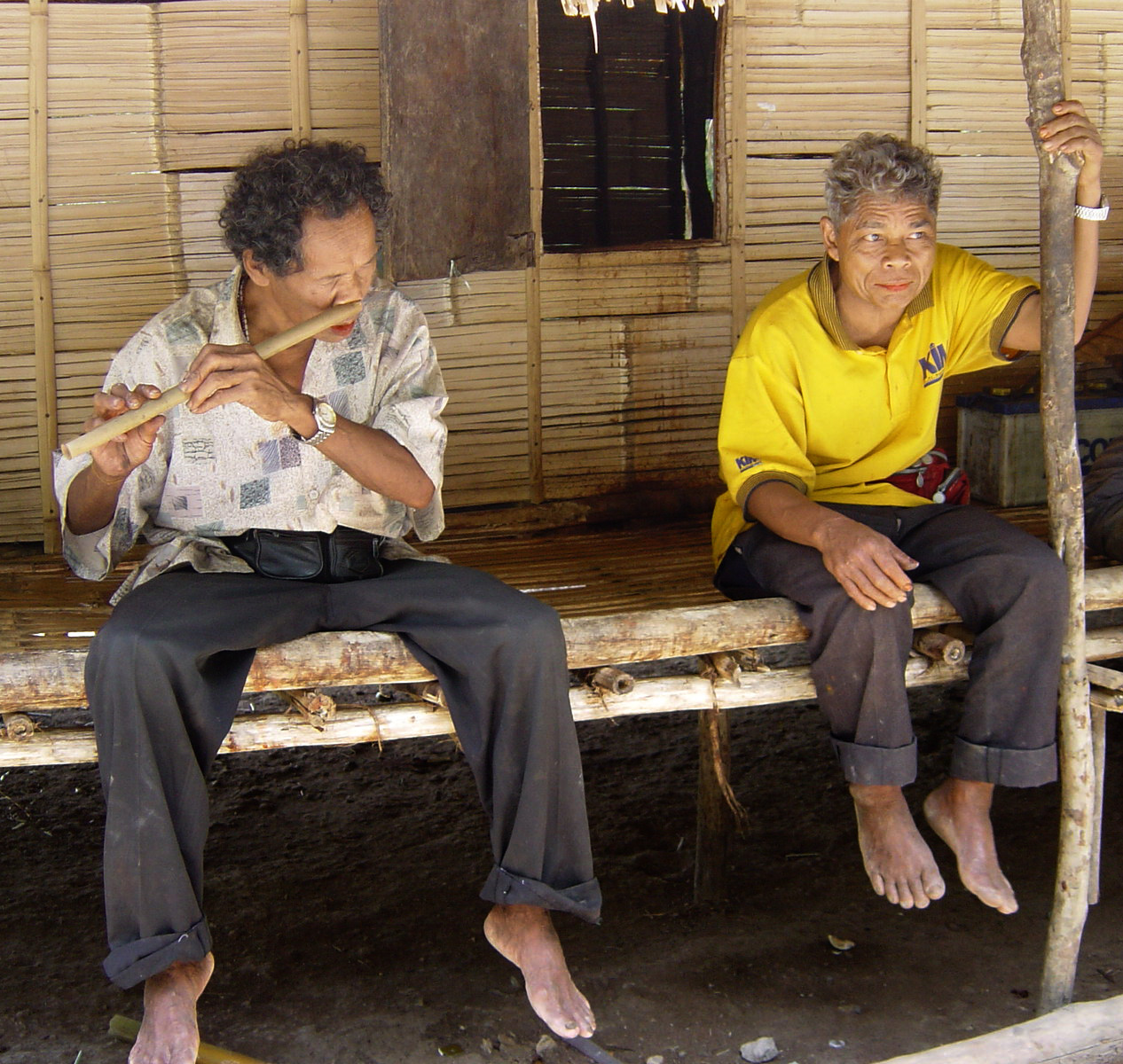
Orang Asli degli altopiani del Cameron, Kuala Lampur, Malaysia

Orang Asli (in malese "uomini delle origini", "aborigeni") è una denominazione generica che designa vari gruppi etnici, non malesi, indigeni della penisola di Malacca e delle isole vicine.
Sono censite ufficialmente 18 tribù definite come Orang Asli, che vengono raggruppate in tre gruppi principali secondo le loro lingue e i loro costumi:
- I semang, parte dei negritos che vivono nella zona settentrionale della penisola malese.
- I senoi, nelle regioni centrali della penisola.
- I protomalesi, o "aborigeni della Malesia", prevalentemente nel meridione della penisola.

Gli Orang Asli presentano caratteristiche tipiche degli australoidi. Sono considerati fra i gruppi etnici più antichi del Sud-est asiatico. Sono nomadi dediti principalmente alla caccia e raccolta, ancora legati alle tradizioni ancestrali.
Il distretto di Gombak, 25 chilometri a Nord di Kuala Lumpur, ospita un museo etnologico dedicato agli Orang Asli.

## Status sociale e legale
Il dipartimento governativo incaricato delle questioni degli Orang Asli è lo Jabatan Hal Ehwal Orang Asli (JHEOA)(Dipartimento delle questioni degli Orang Asli)
. Il dipartimento sottostà al ministero dello sviluppo rurale della Malaysia e fu creato nel 1954.
Gli obiettivi perseguiti sono: sradicare la povertà, migliorare la salute, promuovere l'istruzione e la vita degli Orang Asli.

## Demografia
Nel 2000, gli Orang Asli costituivano appena lo 0,5% della popolazione della Malaysia. Sono approssimativamente 148.000. Il gruppo più grande sono i Senois, che costituiscono circa il 54% degli Orang Asli. I protomalesi sono il 43%, e i Semang il 3%.
Il 76,9% vivono sotto la soglia di povertà.

Distribuzione degli Orang Asli nella penisola malese

| Popolazione Orang Asli per gruppi e sottogruppi (2000). |                    |                       |
| Negrito                                                 | Senoi              | Protomalesi           |
| Bateq (1,519)                                           | Chewong (234)      | Jakun (21,484)        |
| Jahai (1,244)                                           | Jah Hut (2,594)    | Orang Kanaq (73)      |
| Kensiu (254)                                            | Mah Meri (3,503)   | Orang Kuala (3,221)   |
| Kintaq (150)                                            | Semai (34,248)     | Orang Seletar (1,037) |
| Lanoh (173)                                             | Semaq Beri (2,348) | Semelai (5,026)       |
| Mendriq (167)                                           | Temiar (17,706)    | Temuan (18,560)       |
| 3,507                                                   | 60,633             | 49,401                |
| Total: 113,541‡                                         |                    |                       |